# Серенгети
Серенгети је област која се простире у северним деловима Танзаније и југозападним деловима Кеније на површини од око 30 000 км². Ова област представља јединствен екосистем у коме станиште има око 70 врста сисара и око 500 врста птица. Име Серенгети потиче из језика Масаи народа и има значење „бескрајна равница“. На простору ове области налази се неколико заштићених подручја међу којима су Национални парк Серенгети и резерват Нгоронгоро у Танзанији и резерват Масаи Мара у Кенији. У клисури Олдуваи која се налази у овој области пронађени су фосинлни остаци човека чија се старост процењује на 1,75 милиона година.

## Галерија
- Зебре и гнуи у периоду миграције
- Залазак сунца у Серенгетију у Танзанији
- Област Серенгети у Кенији